# Neujahrsbopp

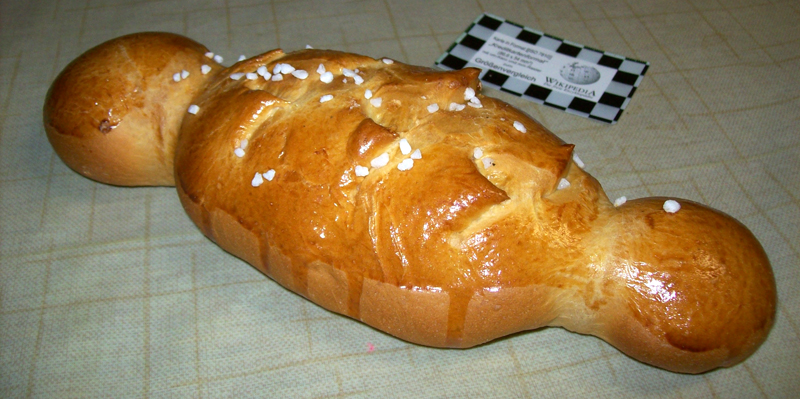
Neujahrsbopp aus einer rheinhessischen Bäckerei

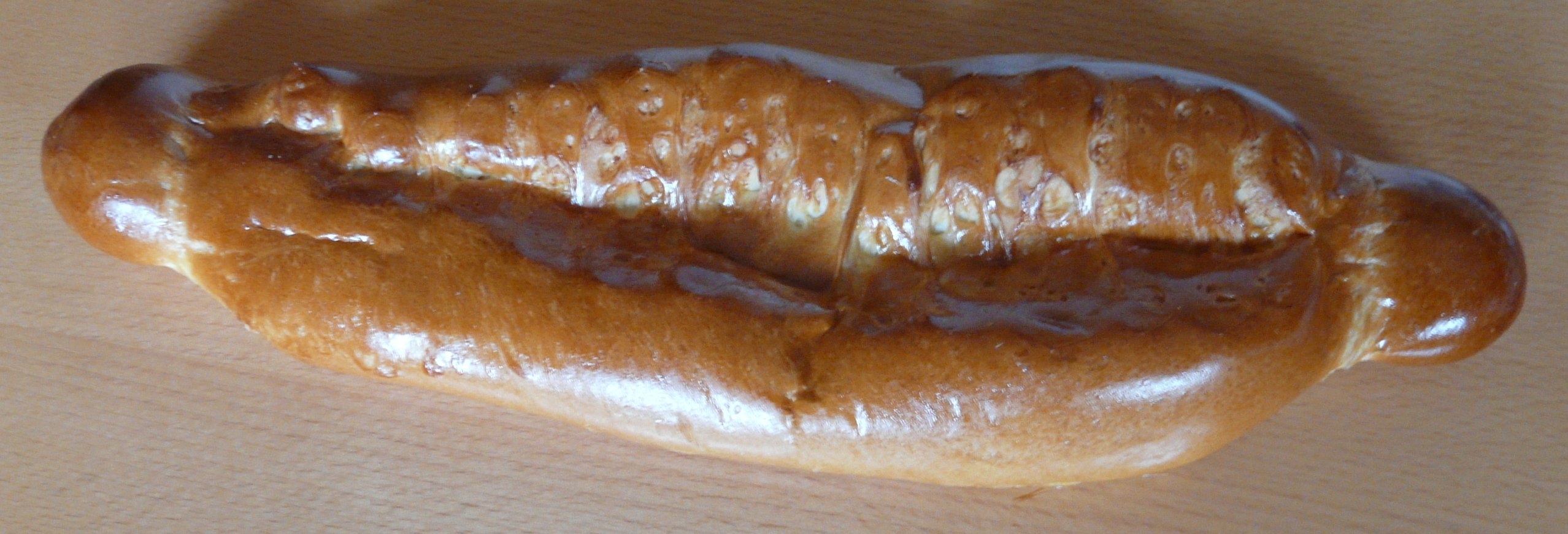
Neujahrsbopp aus einer Bäckerei in Budenheim bei Mainz

Die Neujahrsbopp ist ein traditionelles Mainzer Neujahrsgebäck aus süßem Hefeteig. Der Name leitet sich von Puppe ab. Die beiden runden Köpfe des Gebildegebäcks stellen das Ende des alten Jahres und den Anfang des neuen Jahres dar. Die Zick-Zack-förmigen Einschnitte in der Mitte symbolisieren die zwölf Monate des Jahres.
Die Neujahrsbopp wird in den Mainzer Bäckereien und Haushalten nur zu Silvester gebacken. Guten Freunden bringt man am Neujahrstag eine kleine Neujahrsbopp mit. 
Ein signifikanter Unterschied zwischen dem Frankfurter Stutzweck und der Mainzer Neujahrsbopp ist die Größe des Backwerks. Der Weck stellt nur eine Portion dar (Weck = Brötchen), während die Bopp in Brotgröße gebacken und in Scheiben serviert wird.